# Çumalar
Çumalar är en ort i Azerbajdzjan.   Den ligger i distriktet Bərdə Rayonu, i den centrala delen av landet, 230 km väster om huvudstaden Baku. Çumalar ligger 37 meter över havet och antalet invånare är 722.
Terrängen runt Çumalar är platt. Närmaste större samhälle är Barda, 7,8 km väster om Çumalar.
Omgivningarna runt Çumalar är en mosaik av jordbruksmark och naturlig växtlighet. Runt Çumalar är det ganska tätbefolkat, med 129 invånare per kvadratkilometer.